# Belin-Béliet
Pour les articles homonymes, voir Belin.
Belin-Béliet (prononcé [bəlɛ̃.belje]) est une commune du Sud-Ouest de la France, située dans le département de la Gironde, en région Nouvelle-Aquitaine.

## Géographie

### Localisation
Belin-Béliet est une commune de l'aire d'attraction de Bordeaux située dans le parc naturel régional des Landes de Gascogne au sud-est du Pays de Buch dans la forêt des Landes, à 45 km au sud de Bordeaux.

### Communes limitrophes
Les communes limitrophes en sont Le Barp au nord, Saint-Magne au nord-est, Hostens à l'est, Mano au sud-est, Moustey au sud, Saugnac-et-Muret au sud-ouest — ces trois dernières communes étant dans le département des Landes —, Lugos à l'ouest et Salles au nord-ouest.

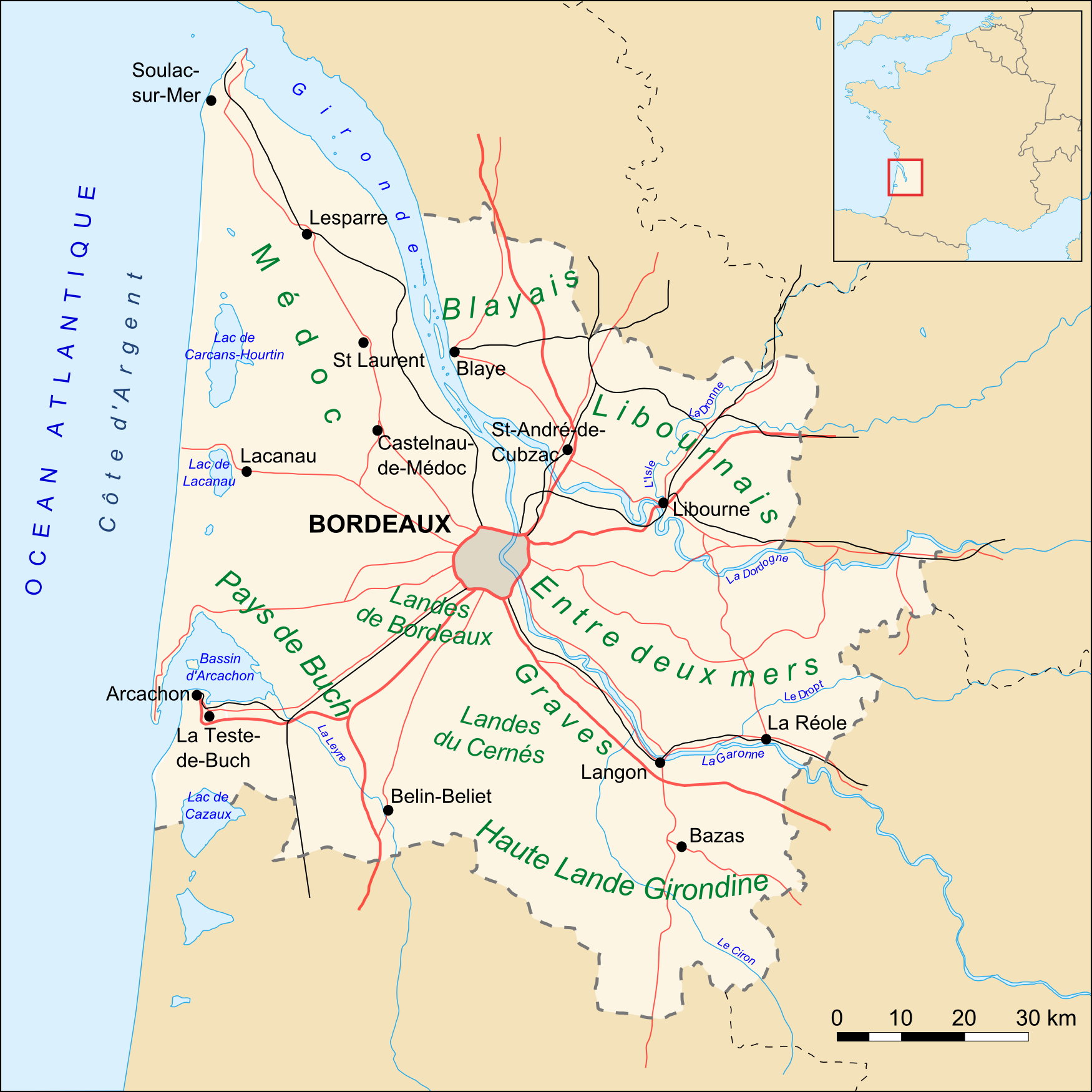
Belin-Béliet en Gironde, au sud de Bordeaux.

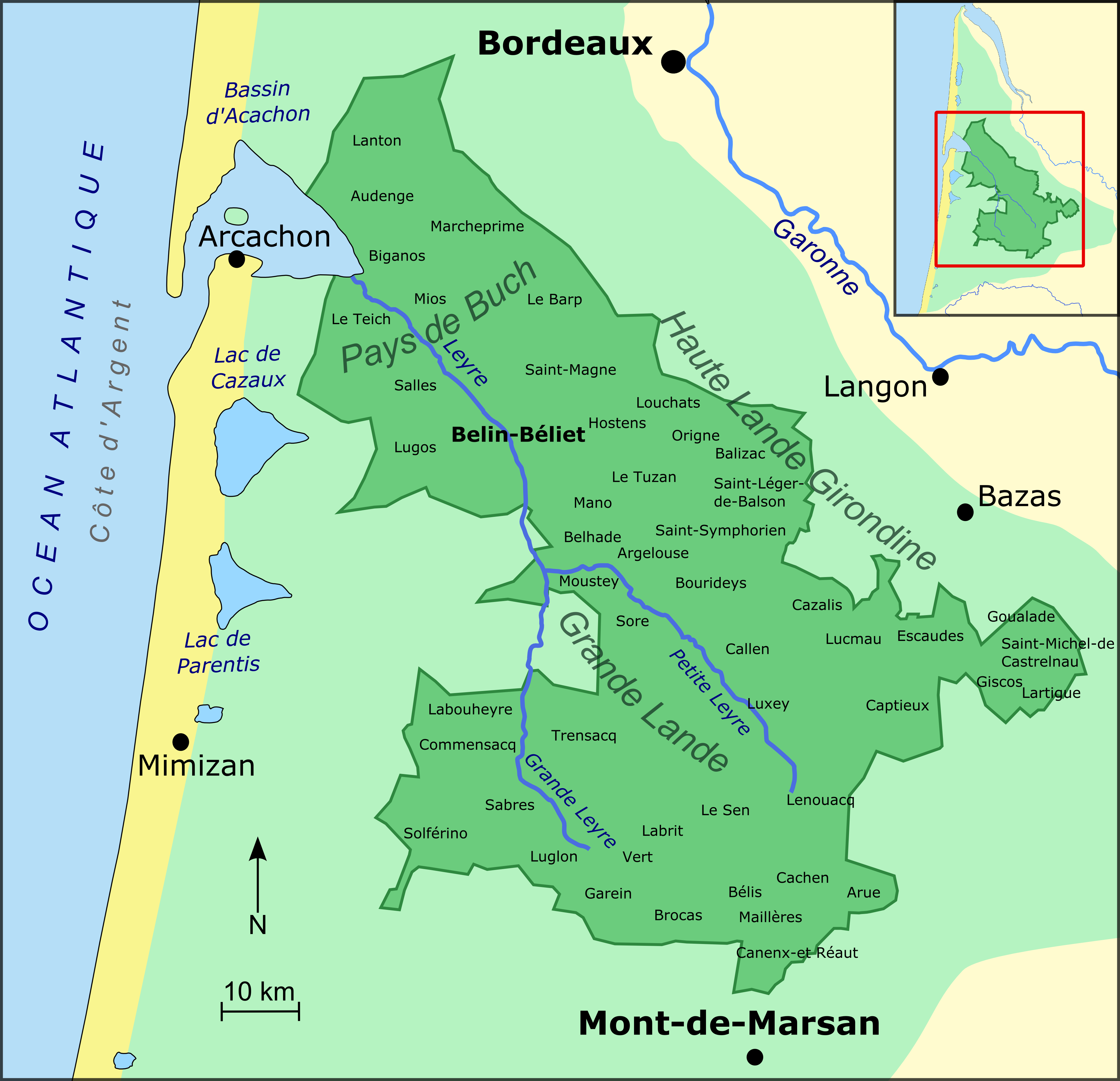
Carte du parc naturel régional des Landes de Gascogne.

### Hydrographie
Le village est traversé par l'Eyre (ou Leyre).

### Climat
Le climat qui caractérise la commune est qualifié, en 2010, de « climat océanique altéré », selon la typologie des climats de la France qui compte alors huit grands types de climats en métropole. En 2020, la commune ressort du même type de climat dans la classification établie par Météo-France, qui ne compte désormais, en première approche, que cinq grands types de climats en métropole. Il s'agit d'une zone de transition entre le climat océanique, le climat de montagne et le climat semi-continental. Les écarts de température entre hiver et été augmentent avec l'éloignement de la mer. La pluviométrie est plus faible qu'en bord de mer, sauf aux abords des reliefs.
Les paramètres climatiques qui ont permis d'établir la typologie de 2010 comportent six variables pour les températures et huit pour les précipitations, dont les valeurs correspondent à la normale 1971-2000. Les sept principales variables caractérisant la commune sont présentées dans l'encadré ci-après.
| Paramètres climatiques communaux sur la période 1971-2000 - Moyenne annuelle de température : 12,8 °C - Nombre de jours avec une température inférieure à −5 °C : 2,5 j - Nombre de jours avec une température supérieure à 30 °C : 6,2 j - Amplitude thermique annuelle : 14,3 °C - Cumuls annuels de précipitation : 1 009 mm - Nombre de jours de précipitation en janvier : 12,4 j - Nombre de jours de précipitation en juillet : 7,1 j |

Avec le changement climatique, ces variables ont évolué. Une étude réalisée en 2014 par la Direction générale de l'Énergie et du Climat complétée par des études régionales prévoit en effet que la  température moyenne devrait croître et la pluviométrie moyenne baisser, avec toutefois de fortes variations régionales. La station météorologique de Météo-France installée sur la commune et mise en service en 1993 permet de connaître l'évolution des indicateurs météorologiques. Le tableau détaillé pour la période 1981-2010 est présenté ci-après.
| Mois                                  | jan.            | fév.            | mars           | avril           | mai             | juin          | jui.          | août           | sep.          | oct.            | nov.            | déc.           | année      |
| ------------------------------------- | --------------- | --------------- | -------------- | --------------- | --------------- | ------------- | ------------- | -------------- | ------------- | --------------- | --------------- | -------------- | ---------- |
| Température minimale moyenne (°C)     | 3               | 2,8             | 4,5            | 6,5             | 10,2            | 13,3          | 14,6          | 14,8           | 11,5          | 10              | 5,1             | 3,4            | 8,3        |
| Température moyenne (°C)              | 7,2             | 7,8             | 10,8           | 12,6            | 16,5            | 19,8          | 21,1          | 21,5           | 18            | 15,4            | 9,7             | 7,3            | 14         |
| Température maximale moyenne (°C)     | 11,4            | 12,8            | 17,1           | 18,7            | 22,8            | 26,3          | 27,6          | 28,2           | 24,6          | 20,8            | 14,3            | 11,2           | 19,7       |
| Record de froid (°C) date du record   | −12,1 13.01.03  | −7,9 18.02.03   | −10,2 01.03.05 | −3,8 04.04.1996 | −0,4 14.05.1995 | 3,2 01.06.06  | 6,6 11.07.04  | 5,8 30.08.1993 | 0,9 25.09.02  | −5,2 30.10.1997 | −8,9 22.11.1998 | −12,6 17.12.01 | −12,6 2001 |
| Record de chaleur (°C) date du record | 22,7 05.01.1999 | 26,5 15.02.1998 | 28 20.03.05    | 34,1 30.04.05   | 36,9 30.05.1996 | 43,2 18.06.22 | 40,9 14.07.22 | 41,9 04.08.03  | 37,5 03.09.05 | 32,1 01.10.1997 | 25,1 02.11.05   | 22 07.12.00    | 43,2 2022  |
| Précipitations (mm)                   | 89              | 73,7            | 64,6           | 83,1            | 72,8            | 57,2          | 49,5          | 59,3           | 75,5          | 96              | 111,3           | 99,1           | 931,1      |

## Urbanisme

### Typologie
Au 1er janvier 2024, Belin-Béliet est catégorisée bourg rural, selon la nouvelle grille communale de densité à sept niveaux définie par l'Insee en 2022.
Elle appartient à l'unité urbaine de Belin-Béliet, une unité urbaine monocommunale constituant une ville isolée,. Par ailleurs la commune fait partie de l'aire d'attraction de Bordeaux, dont elle est une commune de la couronne,. Cette aire, qui regroupe 275 communes, est catégorisée dans les aires de 700 000 habitants ou plus (hors Paris),.

### Occupation des sols

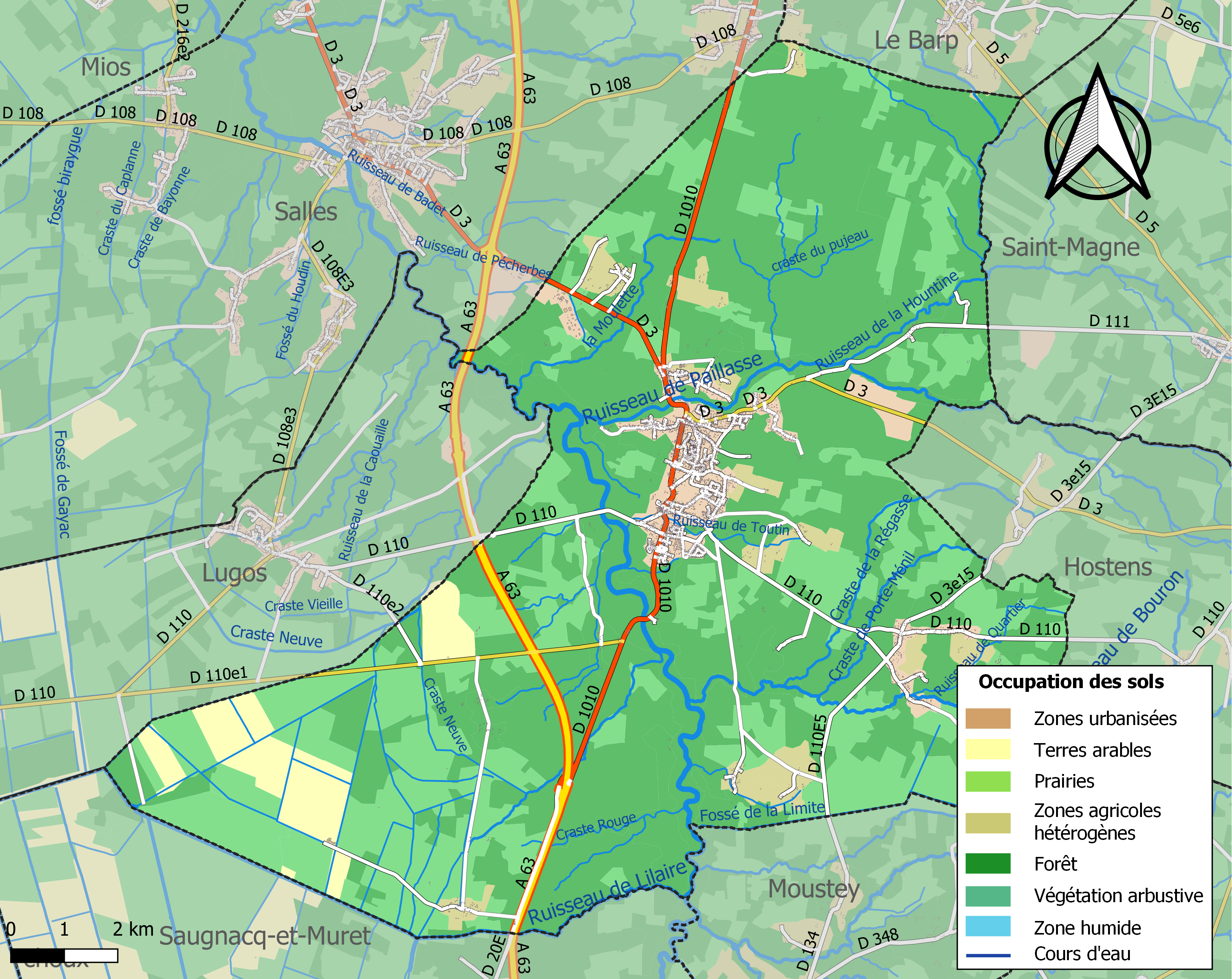
Carte des infrastructures et de l'occupation des sols de la commune en 2018 (CLC).

L'occupation des sols de la commune, telle qu'elle ressort de la base de données européenne d’occupation biophysique des sols Corine Land Cover (CLC), est marquée par l'importance des forêts et milieux semi-naturels (87,7 % en 2018), en diminution par rapport à 1990 (89,9 %). La répartition détaillée en 2018 est la suivante : 
forêts (57,9 %), milieux à végétation arbustive et/ou herbacée (29,8 %), terres arables (4,6 %), zones urbanisées (3,6 %), zones agricoles hétérogènes (3,4 %), mines, décharges et chantiers (0,5 %), zones industrielles ou commerciales et réseaux de communication (0,2 %). L'évolution de l’occupation des sols de la commune et de ses infrastructures peut être observée sur les différentes représentations cartographiques du territoire : la carte de Cassini (XVIIIe siècle), la carte d'état-major (1820-1866) et les cartes ou photos aériennes de l'IGN pour la période actuelle (1950 à aujourd'hui).

### Hameaux et quartiers
La commune comprend les hameaux et quartiers suivants :
- l'Ambéliet,
- l'Aurignolle,
- Ballion,
- Béliet,
- Bertrine,
- la Borie,
- Bourrec,
- Boutox,
- le Bourdieu,
- Camontès,
- Cap de Bos,
- Carol,
- Carre,
- Cavernes,
- Cès,
- Chern,
- Cité Cazenave,
- la Coste,
- Courchon,
- Daye,
- Fraye,
- Garrot,
- le Graoux,
- Hillan,
- l'Hospitalet,
- la Houne,
- la Huillade,
- Joué,
- Larrouy,
- Lauray,
- Lilaire,
- Marguit,
- Marian,
- Mesplet,
- Mons,
- Nigon,
- Pernaud,
- le Puch,
- les Sables,
- Toutin.

### Voies de communication et transports
La ville se trouve sur un nœud des axes routiers entre Bordeaux et Bayonne, sur la route nationale 10 et l'autoroute A63 dont les accès nos 20 et 21 desservent la ville, respectivement par le sud et par le nord.

### Risques majeurs
Le territoire de la commune de Belin-Béliet est vulnérable à différents aléas naturels : météorologiques (tempête, orage, neige, grand froid, canicule ou sécheresse), inondations, feux de forêts et séisme (sismicité très faible). Un site publié par le BRGM permet d'évaluer simplement et rapidement les risques d'un bien localisé soit par son adresse soit par le numéro de sa parcelle.
La commune a été reconnue en état de catastrophe naturelle au titre des dommages causés par les inondations et coulées de boue survenues en 1982, 1999, 2009 et 2020,.
Belin-Béliet est exposée au risque de feu de forêt. Depuis le 20 avril 2016, les départements de la Gironde, des Landes et de Lot-et-Garonne disposent d’un règlement interdépartemental de protection de la forêt contre les incendies. Ce règlement vise à mieux prévenir les incendies de forêt, à faciliter les interventions des services et à limiter les conséquences, que ce soit par le débroussaillement, la limitation de l'apport du feu ou la réglementation des activités en forêt. Il définit en particulier cinq niveaux de vigilance croissants auxquels sont associés différentes mesures,.

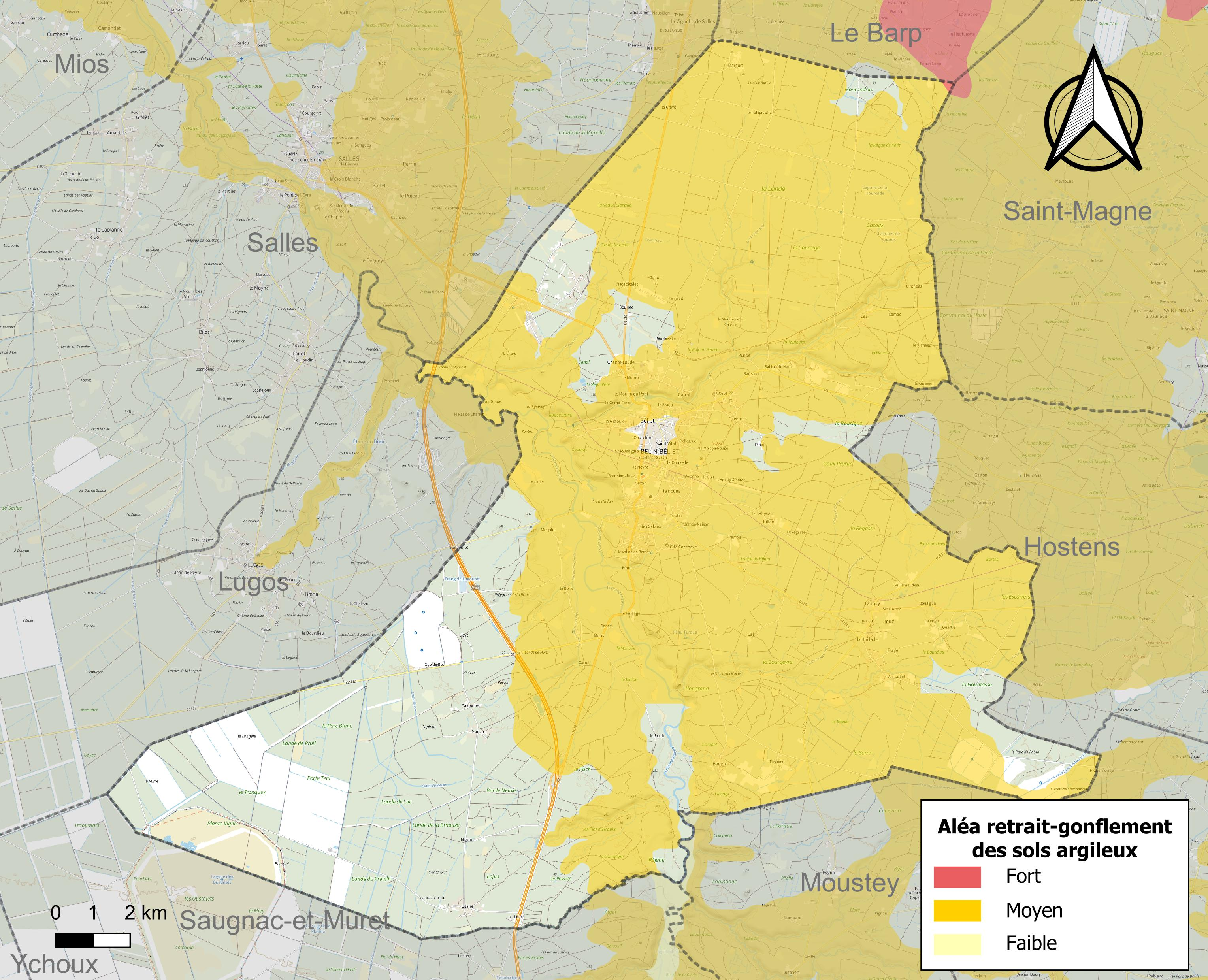
Carte des zones d'aléa retrait-gonflement des sols argileux de Belin-Béliet.

Le retrait-gonflement des sols argileux est susceptible d'engendrer des dommages importants aux bâtiments en cas d’alternance de périodes de sécheresse et de pluie. 68,5 % de la superficie communale est en aléa moyen ou fort (67,4 % au niveau départemental et 48,5 % au niveau national). Sur les 2 237 bâtiments dénombrés sur la commune en 2019, 1 803 sont en aléa moyen ou fort, soit 81 %, à comparer aux 84 % au niveau départemental et 54 % au niveau national. Une cartographie de l'exposition du territoire national au retrait gonflement des sols argileux est disponible sur le site du BRGM,.
Par ailleurs, afin de mieux appréhender le risque d’affaissement de terrain, l'inventaire national des cavités souterraines permet de localiser celles situées sur la commune.
Concernant les mouvements de terrains, la commune a été reconnue en état de catastrophe naturelle au titre des dommages causés par des mouvements de terrain en 1999.

## Toponymie
En ancien français, le belin est un bélier. Le nom de « Belin », dont « Beliet » est un diminutif, proviendrait du dieu gaulois Belenos. Une autre interprétation est que ce nom viendrait peut-être du nom romain Belendi, tribu citée par Pline l'Ancien.
En gascon, le nom de la commune est Belin e Beliet (ou Belin-Beliet).

## Histoire
Ancien chemin du pèlerinage de Saint-Jacques-de-Compostelle sur la Via Turonensis.
Le château de Belin est très anciennement attesté et cité dans la chanson de geste de  Garin le Loherin, qui est le frère de Bégon de Belin
Suivant la tradition locale, Aliénor d'Aquitaine y serait née ; ce qui est avéré, c'est qu'elle a accordé aux habitants de Belin une charte avantageuse.
Les rois d’Angleterre ont souvent séjourné à Belin durant la guerre de Cent Ans, Édouard Ier le 7 juin 1288, Henri III en 1232 d'où il promulgue des lettres patentes puis en 1243 où il convoque les barons puis où il reçoit l’hommage des seigneurs landais et Édouard III en 1343.
Pour l'état de la commune au XVIIIe siècle, voir l'ouvrage de Jacques Baurein.
À la Révolution, la paroisse annexe Sainte-Quitterie de Belin (de Saint-Pierre de Mons) forme la commune de Belin et la paroisse Saint-Exupère de Béliet forme la commune de Béliet. Le 1er septembre 1974, la commune de Béliet est rattachée à celle de Belin qui devient Belin-Béliet.
Après la Révolution, le château fut petit à petit démantelé et la dernière tour a disparu à la fin du XIXe siècle.

## Politique et administration

### Tendances politiques et résultats
À la suite des élections municipales du 9 mars 2008, le conseil municipal comprend 21 membres de la liste « Mieux vivre ensemble à Belin-Béliet » (Divers droite) conduite par Marie-Christine Lemonnier créditée de 54,16 % des votes exprimés et 6 membres de la liste « Belin-Béliet Autrement » (Divers gauche) créditée de 45,84 % conduite par Gérard Rodriguez.
À la suite des élections municipales du 23 mars 2014, le conseil municipal comprend 21 membres de la liste « Mieux vivre ensemble » (Divers droite) conduite par Marie-Christine Lemonnier créditée de 50,38 % des votes exprimés et 6 membres de la liste « Agir durablement pour Belin-Béliet » (Divers gauche) créditée de 49,61 % conduite par Cyrille Declercq.

### Liste des maires
| Période        | Période                       | Identité                  | Étiquette            | Qualité                                                                                         |
| -------------- | ----------------------------- | ------------------------- | -------------------- | ----------------------------------------------------------------------------------------------- |
| septembre 1974 | mars 2008                     | Alain Péronnau            | UDF puis DL puis UMP | Sylviculteur Conseiller général de Belin-Béliet (1992 → 2009)                                   |
| mars 2008      | juillet 2020                  | Marie-Christine Lemonnier | UMP-LR               | Ancienne enseignante et chef d'établissement Présidente de la CC du Val de l'Eyre (2014 → 2020) |
| juillet 2020   | En cours (au 24 janvier 2024) | Cyrille Declercq,         | PS                   | Ancien ingénieur au CEA Vice-président de la CC du Val de l'Eyre (2020 → )                      |

## Démographie
Les habitants sont appelés les  Belinetois'.
L'évolution du nombre d'habitants est connue à travers les recensements de la population effectués dans la commune depuis 1793. Pour les communes de moins de 10 000 habitants, une enquête de recensement portant sur toute la population est réalisée tous les cinq ans, les populations de référence des années intermédiaires étant quant à elles estimées par interpolation ou extrapolation. Pour la commune, le premier recensement exhaustif entrant dans le cadre du nouveau dispositif a été réalisé en 2005.

En 2022, la commune comptait 6 205 habitants, en évolution de +15,44 % par rapport à 2016 (Gironde : +6,91 %, France hors Mayotte : +2,11 %).
| 1793  | 1800  | 1806  | 1821  | 1831  | 1836  | 1841  | 1846  | 1851  |
| ----- | ----- | ----- | ----- | ----- | ----- | ----- | ----- | ----- |
| 1 280 | 1 202 | 1 300 | 1 277 | 1 411 | 1 550 | 1 545 | 1 558 | 1 786 |

| 1856  | 1861  | 1866  | 1872  | 1876  | 1881  | 1886  | 1891  | 1896  |
| ----- | ----- | ----- | ----- | ----- | ----- | ----- | ----- | ----- |
| 1 753 | 1 768 | 1 807 | 1 860 | 1 830 | 1 668 | 1 765 | 1 722 | 1 678 |

| 1901  | 1906  | 1911  | 1921  | 1926  | 1931  | 1936  | 1946  | 1954  |
| ----- | ----- | ----- | ----- | ----- | ----- | ----- | ----- | ----- |
| 1 694 | 1 713 | 1 762 | 1 737 | 1 691 | 1 574 | 1 527 | 1 466 | 1 779 |

| 1962  | 1968  | 1975  | 1982  | 1990  | 1999  | 2005  | 2006  | 2010  |
| ----- | ----- | ----- | ----- | ----- | ----- | ----- | ----- | ----- |
| 1 714 | 1 657 | 2 229 | 2 439 | 2 626 | 2 757 | 3 649 | 3 738 | 4 379 |

| 2015  | 2020  | 2022  | - | - | - | - | - | - |
| ----- | ----- | ----- | - | - | - | - | - | - |
| 5 251 | 5 831 | 6 205 | - | - | - | - | - | - |

## Économie

### Principaux employeurs privés
- Beynel Manustock, fabricant de palettes en bois ou en aluminium, scierie.
- Domaine du Preuilh, producteur de carottes notamment.

## Culture locale et patrimoine

### Lieux et monuments

#### Patrimoine religieux
- L'église Saint-Pierre de Mons construite au XIIe siècle et modifiée au XVe siècle, église jacquaire sur la via Turonensis, a été, sauf la sacristie inscrite monument historique par arrêté du 2 juillet 1987[37].
- La croix de cimetière, proche de l'église Saint-Pierre de Mons, est inscrite monument historique par arrêté du 28 avril 1987[38].
- La Fontaine Saint-Clair[39], fontaine de dévotion ou guérisseuse par arrêté du 9 janvier 1990.
- Obélisque dit Croix des Pèlerins[40] par arrêté du 9 janvier 1990.
- L'église Saint-Jean de Belin-Béliet accueille les offices de la paroisse.
- L'église Saint-Maurice de Béliet, dont le clocher a été un gouffre financier dès sa construction est aujourd'hui désaffectée. La municipalité actuelle a affirmé publiquement sa volonté de ne pas la restaurer. Le clocher étant la partie qui pose un problème, il a été suggéré de le démolir et de réhabiliter l'édifice en marché couvert, piscine ou maison des associations.

#### Patrimoine civil
- La butte d'Aliénor qui domine le bourg de Belin à l'emplacement du château de Belin détruit[24].
- La grande forge, datée de 1798[41] est un établissement industriel désaffecté tout comme la scierie Dubourg[42] datée de 1920, la briqueterie Domecq-Cazaux[43], la distillerie de résine Cazauvielh[44] et l'usine des Ets Cazenave[45].
- La fonderie d'aluminium Domecq-Cazaux, désaffectée est répertoriée comme bâtiment industriel par la base Mérimée[46]. De la fonderie Destang Frères[47], qui a fait suite à une forge, il ne reste que la maison d'habitation.
- Une ancienne tour du télégraphe optique se trouve dans le hameau de Mons.

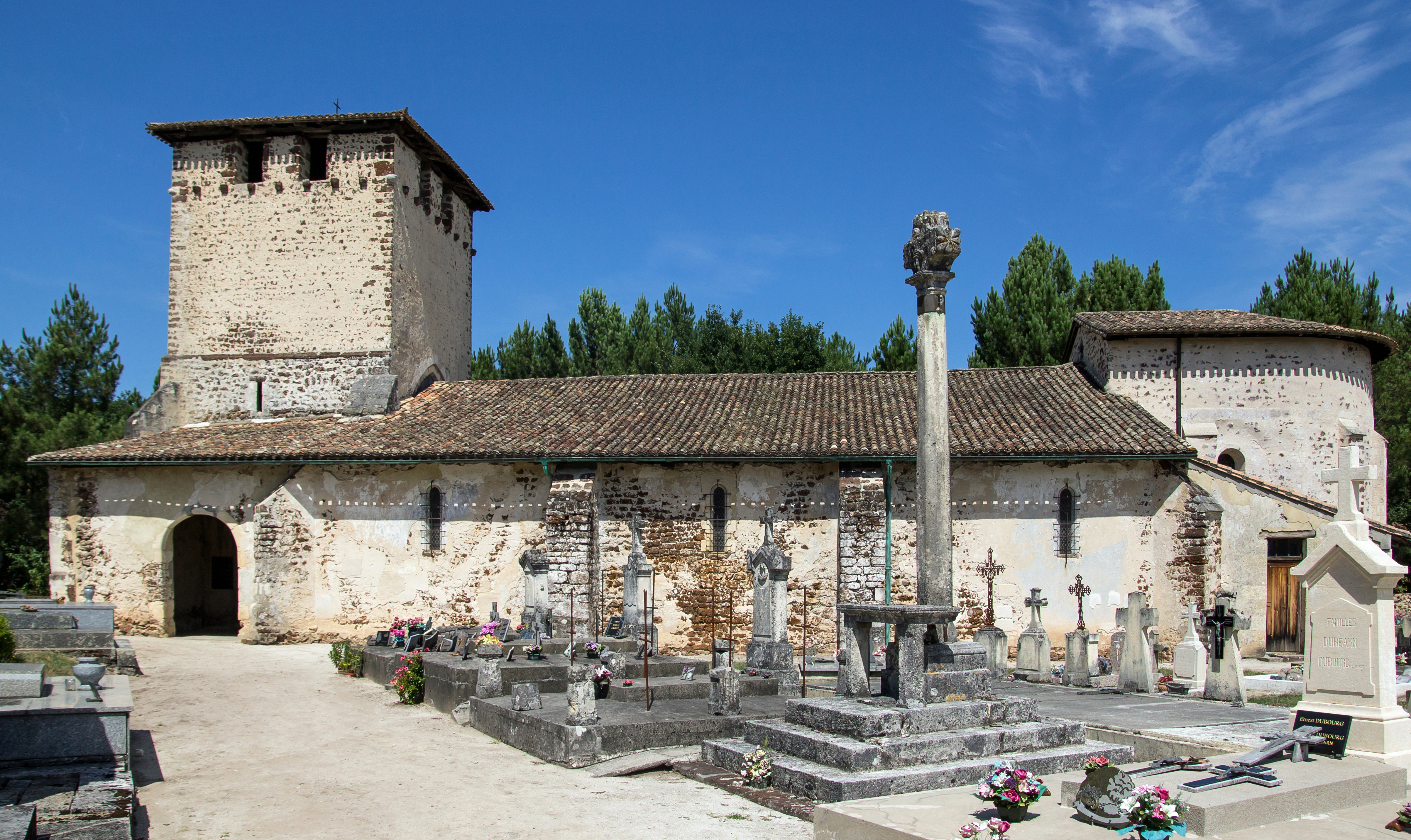
Église Saint-Pierre de Mons et croix de cimetière.
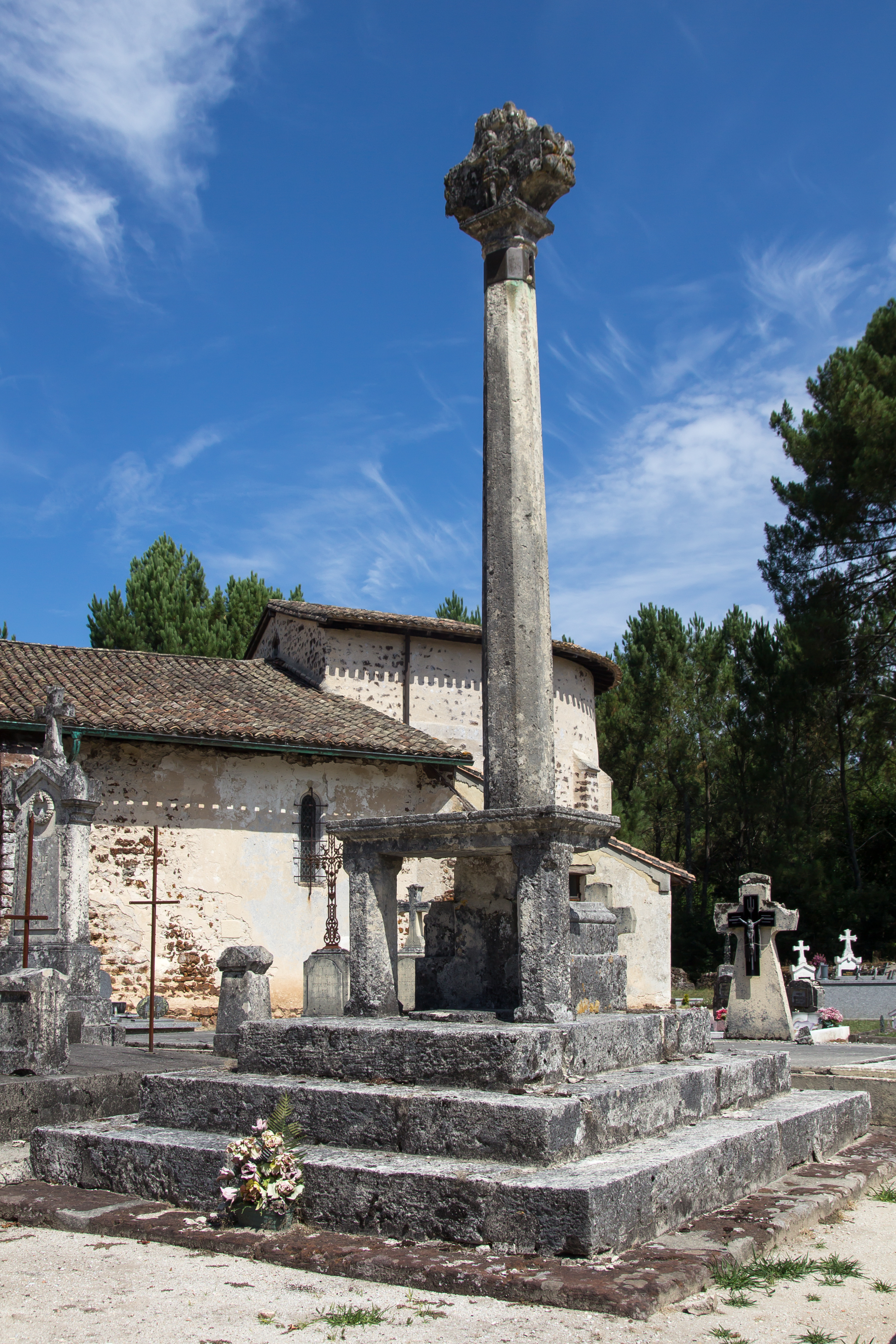
Croix de cimetière.
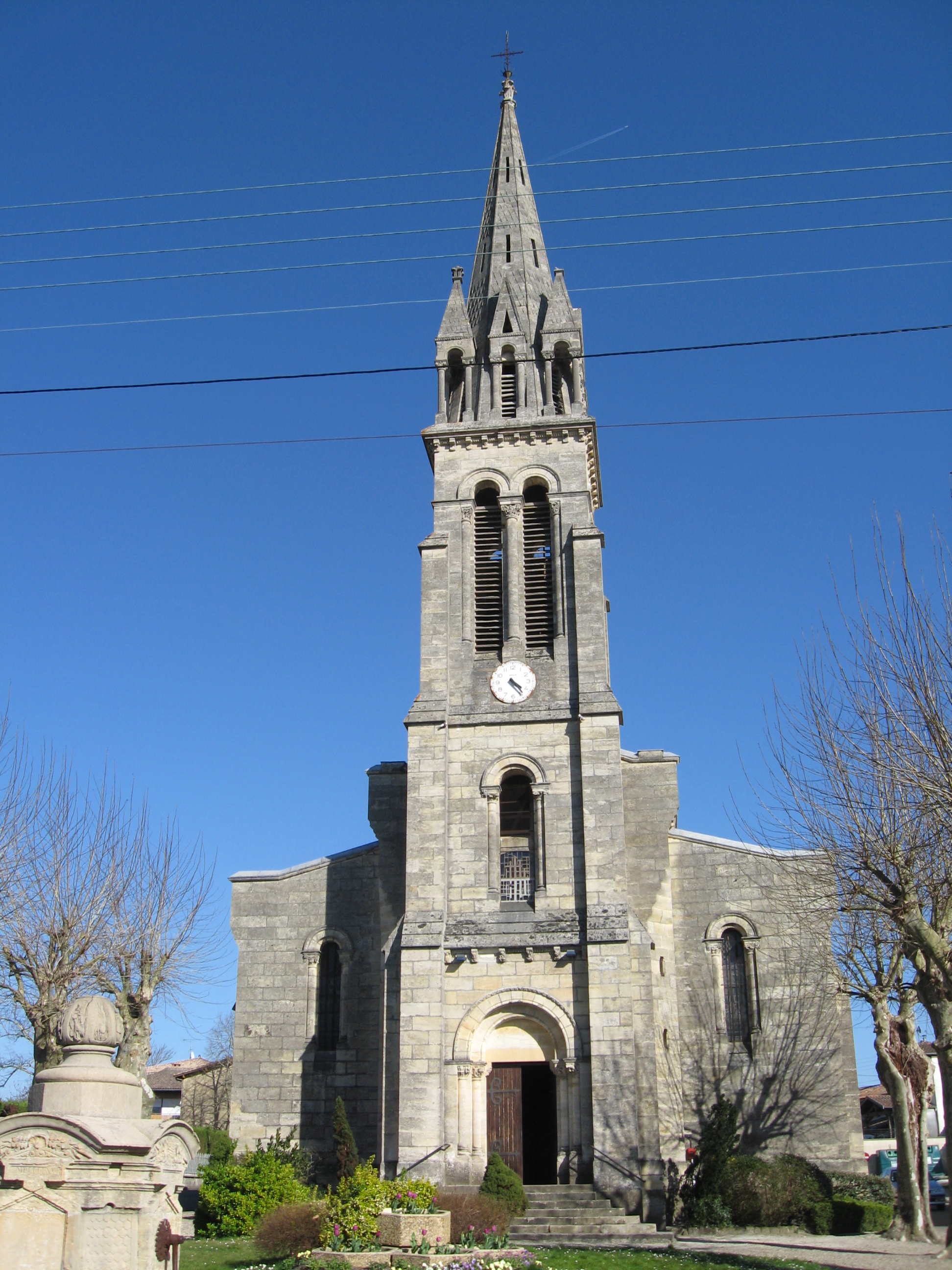
Église de Belin.
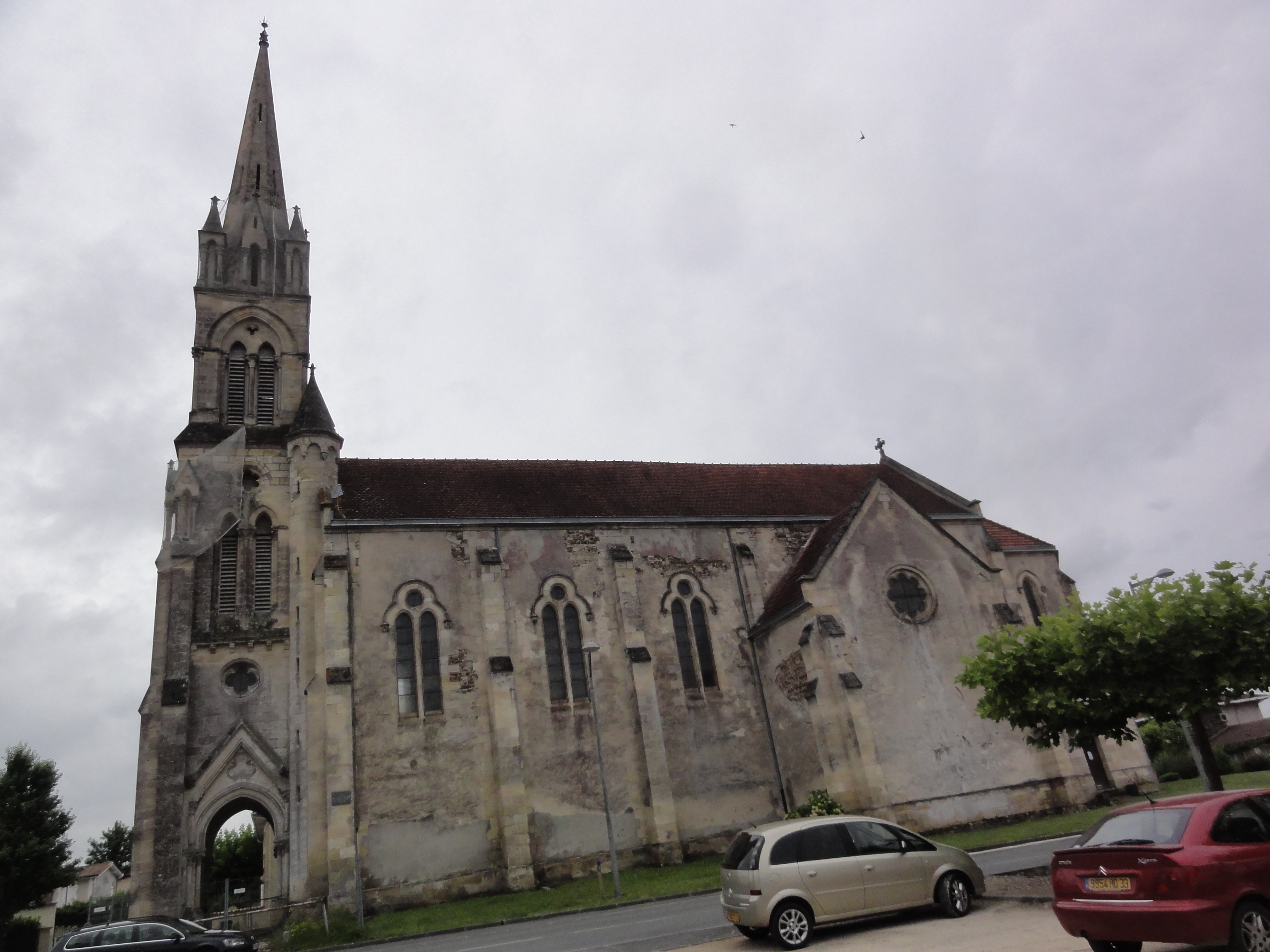
Église Saint-Maurice de Béliet.
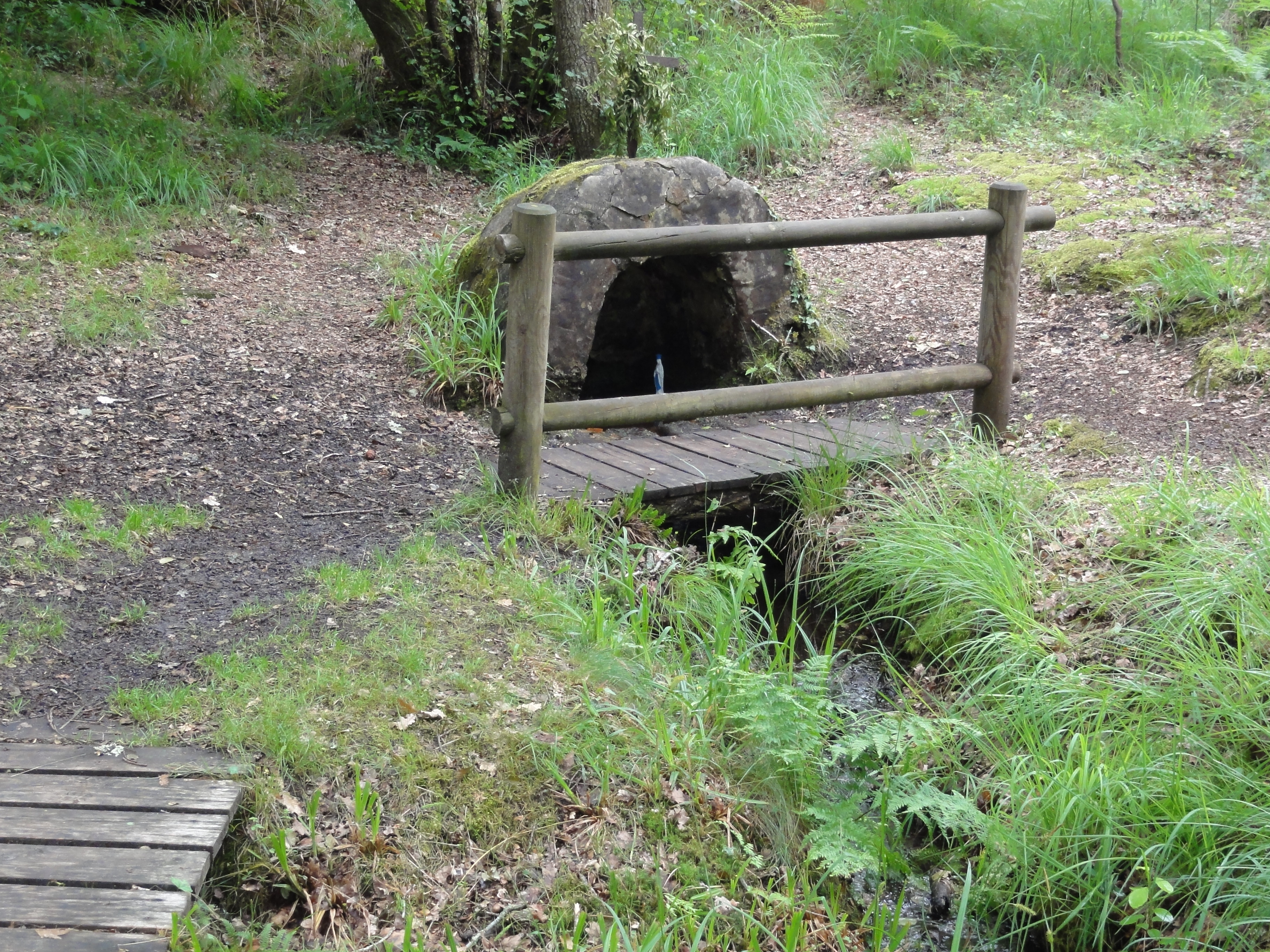
Fontaine Saint-Clair.
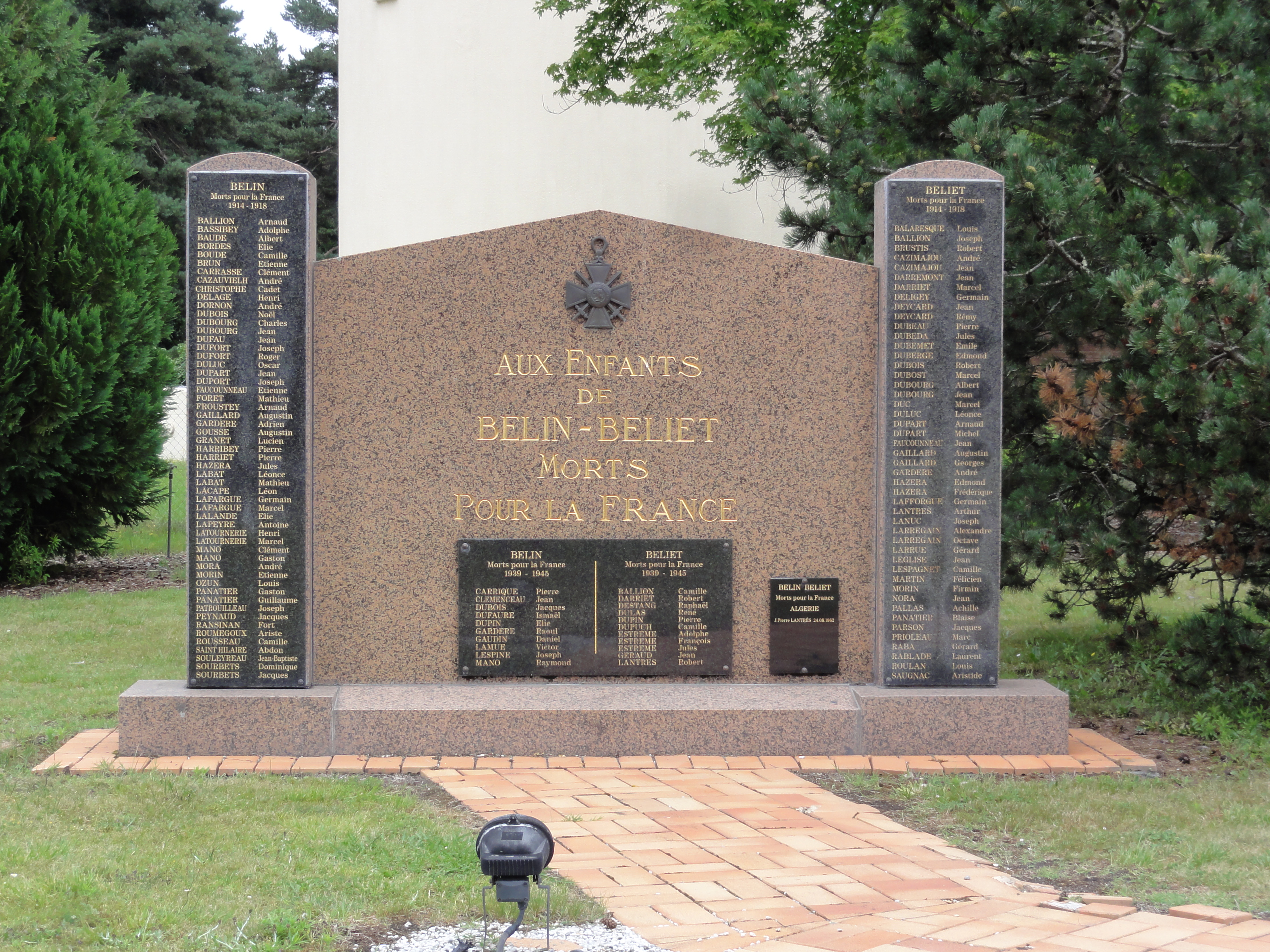
Monument aux morts.

### Personnalités liées à la commune
Sont attachés à l'histoire de la commune :
- Aliénor d'Aquitaine
- Édouard Ier
- Henri III
- Édouard III
- Éliette Dupouy

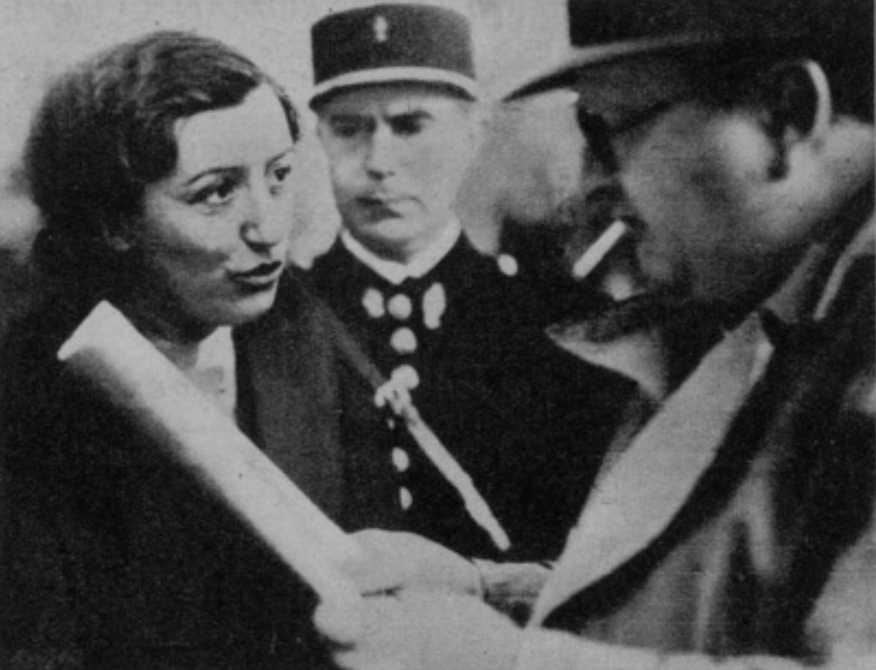
Elisabeth Ducourneau face au juge d'instruction d'Hualt lors de la reconstitution à Belin en 1938.

- René Cazauvieilh (1859-1941), homme politique, maire de Belin, député de la Gironde 1898 à 1919.
- Élisabeth Lamouly (1904-1941), veuve Ducourneau, née le 1er septembre 1904 à Belin et morte guillotinée à Bordeaux le 8 janvier 1941, empoisonneuse condamnée à mort et exécutée pour avoir assassiné sa mère et son mari.
- Abbé Louis Boullet (1916-1997), curé-doyen de Belin-Beliet, promoteur d'une maison de vacances à Camous en faveur des jeunes de Belin-Beliet.
- Abbé Pierre-Albert Gaillard (1866-1919), historien, curé-doyen de Belin-Beliet.

### Héraldique
| Blason de Belin-Béliet | Blason  | Écartelé de gueules et d'azur, au premier à la fasce ondée abaissée d'argent chargée de trois anilles de sable et surmontée d'un lion léopardé d'or, au deuxième au château de deux tours d'argent maçonné de sable, surmonté d'une fleur de lis d'or et soutenu de deux rameaux de genêt du même, adossées et posées en bande et en barre, au troisième à deux bourdons de pèlerins passés en sautoir et accompagnés de deux coquilles, l'une en chef, l'autre en pointe, et de deux gourdes, une à chaque flanc, le tout d'or, au quatrième au pin d'argent terrassé d'or, le fût accosté de deux pommes de pin du même, au cor d'argent lié, virolé et garni d'or, le cordon enroulé autour du tronc de l'arbre, à deux rayons de gloire d'or naissant de chacun des angles dextre et senestre du chef. |
| Blason de Belin-Béliet | Détails | Le statut officiel du blason reste à déterminer. |